# Ґути-Малі
Ґути-Малі (пол. Guty Małe) — село в Польщі, у гміні Червонка Маковського повіту Мазовецького воєводства.
Населення — 71 особа (2011).
У 1975-1998 роках село належало до Остроленцького воєводства.

## Демографія
Демографічна структура станом на 31 березня 2011 року:
|          | Загалом | Допрацездатний вік | Працездатний вік | Постпрацездатний вік |
| -------- | ------- | ------------------ | ---------------- | -------------------- |
| Чоловіки | 37      | 10                 | 21               | 6                    |
| Жінки    | 34      | 7                  | 20               | 7                    |
| Разом    | 71      | 17                 | 41               | 13                   |